# John McCain
 Der er flere personer med dette navn, se John McCain (flertydig).
John Sidney McCain III (født 29. august 1936 i Panamas Kanalzone, død 25. august 2018) var en amerikansk politiker. John McCain var senator for Arizona fra 1987 til 2018 (valgt i 1986 genvalgt i 1992, 1998, 2004 og 2010) og han repræsenterede det republikanske parti.
Han var kandidat til primærvalget i det republikanske parti forud for det amerikanske præsidentvalg i 2000, men tabte til daværende Texas guvernør (og senere præsident) George W. Bush. I 2008 forsøgte han igen og vandt denne gang sit partis nominering. Han stillede derfor op som den republikanske præsidentkandidat med Sarah Palin som vicepræsidentkandidat overfor demokraternes Barack Obama i præsidentvalget i USA 2008. De tabte dog valget, og McCain blev følgelig ikke præsident.

## Baggrund
McCain var af skotsk-irsk  og engelsk afstamning. Hans fader og farfar blev begge 4-stjernede amerikanske admiraler. Hans familie (inklusive hans ældre søster Sandy og yngre bror Joe) fulgte deres fader rundt til forskellige flåde-udstationeringer i USA og Stillehavsområdet. Alt i alt, har han gået i 20 forskellige skoler.
Som barn var McCain et stille, pålideligt og høfligt medlem af familien. Han havde også et iltert temperament og en aggressiv ansporing til at konkurrere og vinde.
I 1951 slog familien sig ned i det nordlige Virginia og McCain kom på det episkopale gymnasium. 
John McCain fulgte i sin faders og bedstefaders fodspor og begyndte på USA's flådeakademi i Annapolis. Her var han en ven og leder for mange af sine klassekammerater, og forsvarede folk som blev drillet. Han blev også en letvægtsbokser. McCain havde konflikter med de som var højere oppe i systemet, og han var ikke indstillet på at følge hver eneste regel, hvilket bidrog til en lav placering i klassen (nummer 894 ud af 899) som han ikke søgte at forbedre. McCain klarede sig godt i de fag som interesserede ham, såsom litteratur og historie, men læste kun det fornødne for at bestå i fag han ikke brød sig om, som f.eks matematik  McCain bestod sin eksamen i 1958.
John McCains tilværelse som krigsfange begyndte den 26. oktober 1967. Han fløj sit 23. bombetogt over Nordvietnam, da hans A-4E Skyhawk blev skudt ned af et missil over Hanoi. McCain brækkede begge arme og et ben, og var derpå nær ved at drukne, da han landede med faldskærm i Trúc Bạch søen i Hanoi. Efter at være kommet til bevidsthed, blev han angrebet af en vred gruppe mennesker, som knuste hans skulder med en geværkolbe og stak ham med bajonetten; han blev derpå ført til Hanois største fængsel Hoa Lo, med øgenavnet "Hanoi Hilton". Han sad fængslet i 6 år. Vietnameserne tilbød at løslade ham, fordi hans fader, John S. McCain jr., var en berømt admiral, men McCain ønskede ikke særbehandling og vidste, at en sådan løsladelse ville være dårligt for Amerikas omdømme. Han kunne siden fængselsopholdet ikke løfte sine hænder over skulderniveau, da fangevogterne lod hans brækkede arme vokse skævt sammen.

## Politisk karriere
Som senator stemte John McCain flere gange imod forslag, som blev støttet af sin partifælle, Præsident George W. Bush, og han har fået ry for at være en der kunne samarbejde på tværs af partiskel.
John McCain erklærede i november 2006 at han agtede at stille op som præsidentkandidat til præsidentvalget i 2008.
I slutningen af juli 2007 var han dog meget presset i meningsmålingerne og hans valgkampagnes økonomi var også på sammenbruddets rand, men i løbet af det andet halvår af 2007 vandt han igen terræn, og var efter Super Tuesday (5. februar 2008) den førende kandidat i de republikanske primærvalg.
McCain vandt sidenhen det nødvendige antal delegerede til at blive republikanernes præsidentkandidat.

## Død
I 2017 meddelte McCain at han havde fået konstateret en kræftsvulst i i hjernen og skulle gennemgå kemoterapi, men måtte opgive kampen mod kræft efter 13 måneder. Til hans begravelse mødtes både hans familie, venner og politiske modstandere, og de tidligere præsidenter Obama og George W. Bush holdt begge taler ved begravelsen.